# جورج دانس
جورج دانس (انگلیسی: George Dance the Elder؛ ۱۶۹۵ – ۴ فوریه ۱۷۶۸) یک معمار اهل بریتانیا بود.
وی سازنده ساختمان‌هایی همچون منشن هاوس، لندن، کلیسای سنت لئوناردز، شوردیچ و کلیسای سنت بوتولفز آلگیت بوده است.

## نگارخانه

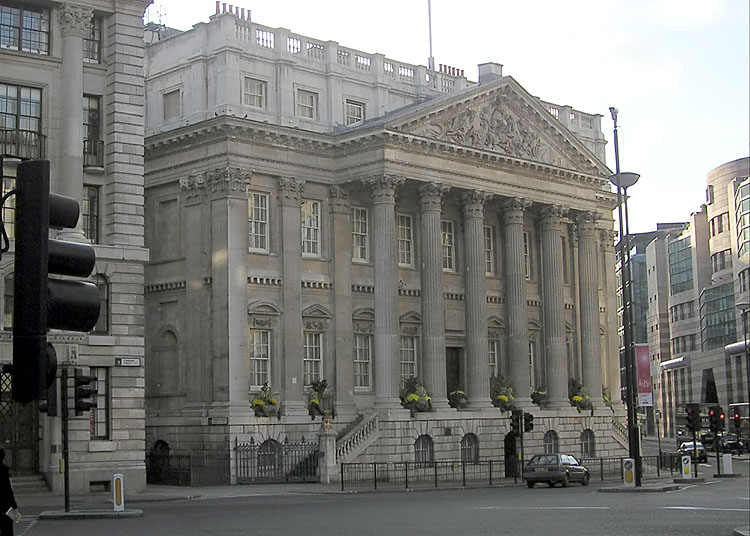
منشن هاوس، لندن.
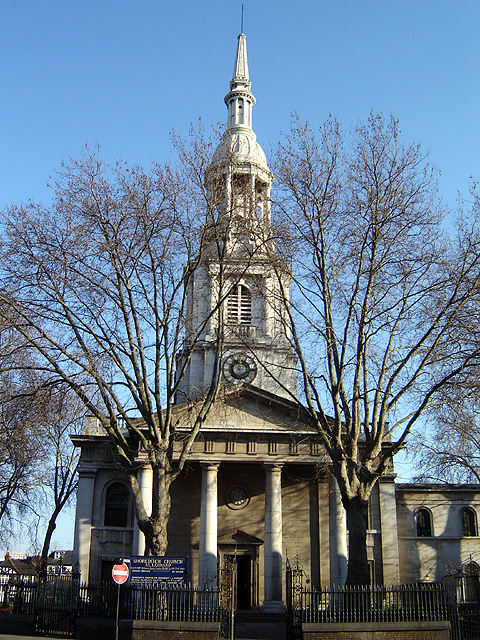
کلیسای سنت لئوناردز، شوردیچ
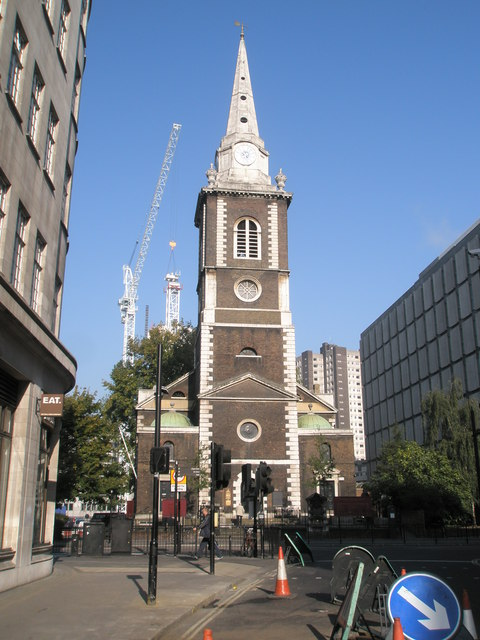
کلیسای سنت بوتولفز آلگیت
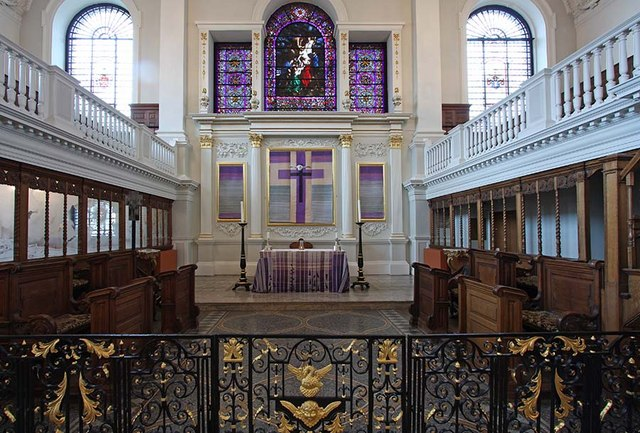
کلیسای سنت بوتولفز آلگیت